# A szofista

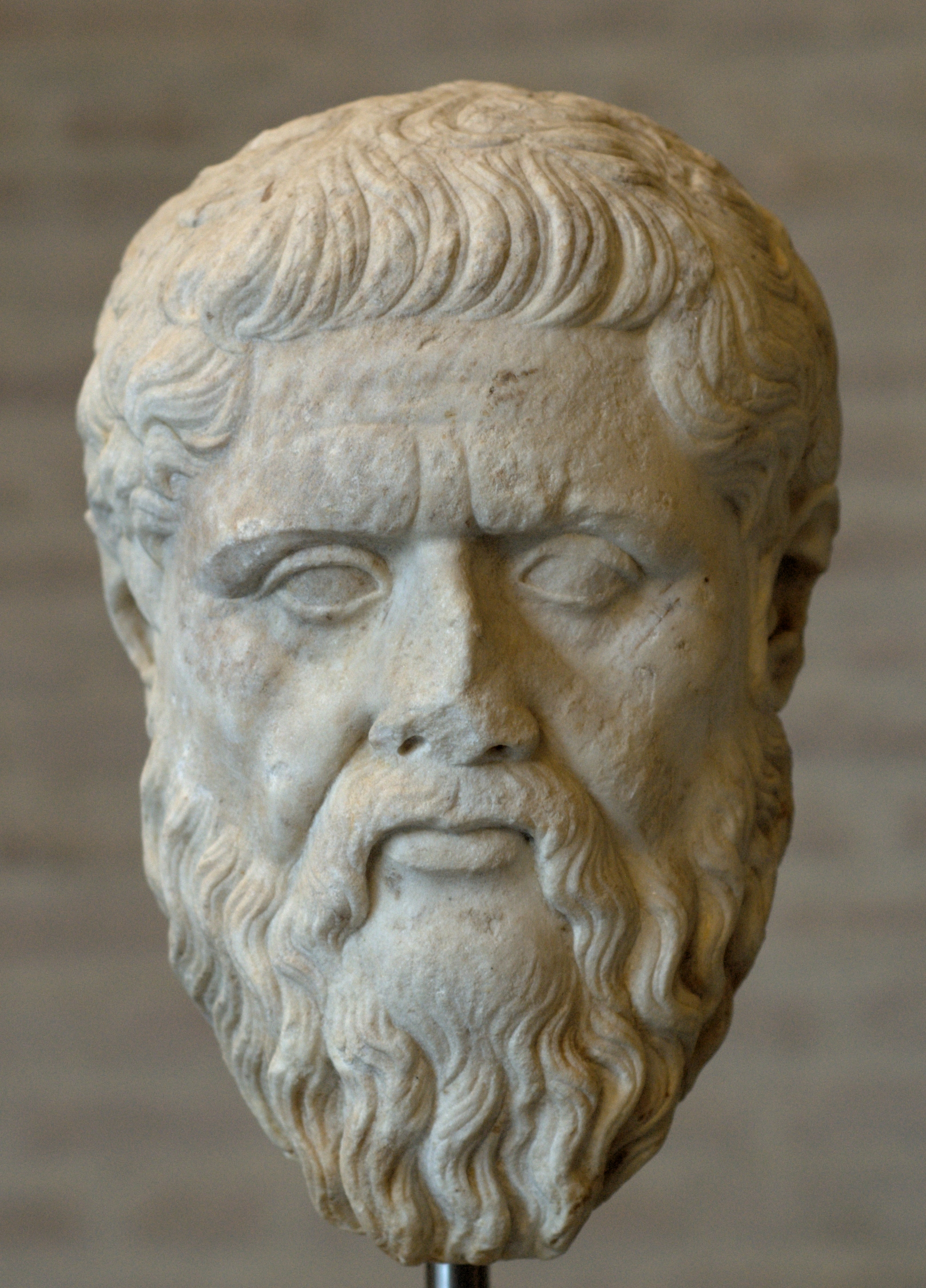
Platón egyik szobrának római másolata. Az eredetit a filozófus halála után (i.e 348) az általa alapított iskolában az Akadémián állították ki.

A szofista (ógörögül: Σοφιστής) című dialógus Platón kései filozófiájának kulcsműve, melyben a korábbi dialógusok szofisták elleni polémiáit folytatja. A szofisztika természetének vizsgálata során olyan problémák is vizsgálat tárgyai lesznek mint lehetséges-e egyáltalán látszat, hamis beszéd és hamis vélemény. A dialógus középpontjában a nem-lét és a lét problematikája áll. Ebben a műben találkozhatunk először a metafizikai kutatásban alkalmazott rendszeres nyelvi elemzés módszerével. A dialógus szerkezete világos és logikus, de nem egyszerű.
A dialógusban megjelenő számos résztvevő tulajdonképpen csak Platón kiváló dramaturgiai érzékének köszönhető, mivel valójában egy emberrel vitatkozik, az i. e. 5. század egyik legnagyobb hatású gondolkodójával az eleai Parmenidésszel. A szofisták parmenidészi argumentumokat fordítanak saját céljaikra, ezért van szükség Parmenidész fő ontológiai tézisének a cáfolatára. Parmenidész elmélete azonban nem csupán a szofisták miatt fontos Platónnak, hanem a középső korszakban keletkezett ideaelméleti hipotézisek miatt is melyek sok tekintetben Parmenidész gondolataira támaszkodnak. Az ideaelméletben felmerülő problémák tisztázása a parmenidészi létező és nem létező felülvizsgálatával lehetséges.

## A dialógus felépítése

### Első rész (216a – 236d)

A horgászat besorolása

A dialógus időpontja a Theaitétoszban leírt beszélgetés másnapja. Résztvevők: Szókratész, Theodórosz és két ifjú tanítványa, Theaithétosz és az ifjú Szókratész valamint egy Eleából érkezett vendég – akiről csupán annyit tudunk meg, hogy Parmenidész és Zénón tanítványa és „igazi filozófus”.
A beszélgetés kezdetén Szókratész feltesz egy kérdést, melynek a megválaszolására a jelenlévők az eleai vendéget kérik fel. A kérdés a következő: „vajon a filozófus, az államférfi és a szofista név három különböző nemre vonatkozik-e?” A vendég kérdés-felelet formában kívánja megvizsgálni a problémát, beszélgetőtárs szerepét pedig Theaithétosz vállalta. Az első lépés a szofista meghatározására tett kísérlet lesz. Mivel a név önmagában nem elégséges egy dolog meghatározására, alapos számadásra lesz szükség. Ahhoz, hogy kialakítsanak egy jól használható meghatározási módszert, a vendég javaslatára egy könnyebb tárgyon fognak gyakorolni. Ez a tárgy a horgászat, az alkalmazott módszer pedig a diairetikus módszer (diaireszisz) lesz.
Miután meghatározták a horgász mibenlétét a mesterségek nemének felosztása útján, a szofista meghatározása következett. A szofistára adott meghatározások: 
1. Gazdag ifjakra vadászik (221 c6 – 223 b7).
2. Az erényekre vonatkozó ismeretek nagykereskedője (223 c1 – 224 d3)
3. Az erényekre vonatkozó ismeretek kiskereskedője, illetve termelője (224 d4 – e5).
4. A szópárbaj mestere (224 e6 – 226 a5).
5. A lélek megtisztítója, aki cáfolataival megszabadít a látszattudástól (226 a6 – 231 b8).

A fenti felsorolásból kiderül, hogy bár a szofista sokféle tudással bír, mégis egy mesterségről kapta a nevét, tehát nem derült fény mesterségének a lényegére ezért további kutatásokra lesz szükség. A beszélgetőtársak a fenti felsorolásból az ötös számú meghatározásra koncentrálnak: a szofista a szópárbaj mestere, azaz az ellentmondás mestere. Azt állítja magáról, hogy képes vitába szállni bárkivel és erre mást is könnyen megtanít. Olyan ember viszont nincs aki mindent tudna, tehát a szofista, aki azt a hitet kelti a hallgatóban, hogy mindenhez ért, a tudásnak csak a látszatával bír. A festő a valódi tárgyak hasonnevű utánzatait készíti el, ilyen mesterség – „utánzóművészet” – kell, hogy legyen a szofista mestersége is. A szofista csupán annyiban különbözik a festőtől, hogy míg az a tárgyak képmásait hozza létre, a szofista, aki a tudás látszatát kelti, beszéd útján teszi mindezt.
Miután Platón a szofistákat a képalkotó mesterségek alá sorolta, a képalkotó mesterségeket tovább osztja képmáskészítő és látszatkeltő mesterségekre. Azt azonban még nem tudni bizonyosan melyik felosztásba is tartozik a szofista.

### Második rész (236d – 264b)
A második rész elején a vendég tömören megnevezi a dialógus középső részében vizsgált három aporiát: a látszat problémáját, a hamisság kérdését és a nem létező problémáját. Parmenidész szerint „sosem fogod kikényszeríteni, hogy a nem lévők legyenek”, ugyanakkor a vendég szerint mindenképpen kell szólnia annak, aki hamisságokat, mond vagy hamisan vélekedik. A hamis beszéd ugyanis feltételezi, hogy a nem létező (to mé on) van. A kérdés a következő lesz: „merjük-e a szánkon kiejteni azt, ami semmi módon nincsen?” 

#### A nemlétező aporiái
A nemlétező aporiája: a „nem létező” név nem alkalmazható semmire ami „valami”. Aki nem „valamit” mond az semmit sem mond. Mindezt kimutatni azonban lehetetlen, mert önmagának mond ellent hiszen beszél a nem létezőről, és eközben mint létezőre utal rá.
A képmásokkal kapcsolatos nehézség: a képmás nem az eredeti, ugyanakkor valóban képmás. A képmásban ezek szerint a lét és a nemlét paradox módon összefonódik egymással.
A hamis vélemény és a hamis beszéd aporiái: a hamis vélemény/beszéd valójában nem más, mint valótlan, nem létező dolgokról vélekedni/mondani hogy léteznek, illetve a valódi/létező dolgokról azt mondani, hogy nincsenek. E leírások ismét a nem-létezőhöz kapcsolják a létezőt, ami az előbbi érvek szerint abszurd.
Az aporiák konklúziója: ahhoz, hogy meg tudjuk határozni a szofistát be kell bizonyítani Parmenidésszel szemben, hogy a nemlétező bizonyos tekintetben van, a létező pedig bizonyos tekintetben nincsen.

#### A létező aporiái
A beszélgetőtársak Parmenidész tételét próbálják megcáfolni. Ehhez először azt kell megvizsgálniuk, amelyek magától értődőnek látszanak. A régiek, akik annak meghatározására vállalkoztak a létezőkkel kapcsolatban, hogy hány van belőlük és milyenek, nem fejtették ki világosan álláspontjukat. A pluralisták, a monisták és a két nézetet ötvöző gondolkodók magyarázatai egyaránt mitikusak, de azt se világították meg, hogy mit is értsünk a „létező” alatt. Ezért most szükséges azt is megtárgyalni, hogy mi is a létező.
- A pluralista gondolkodók nézeteinek a nehézségei: azok akik szerint mindenség valójában a meleg és a hideg, vagy másféle hasonló alkotórészekből áll akkor vagy a két elemre mondják külön-külön, hogy „van”, vagy az együttesükre mondják, hogy „van” de nem határozzák meg azt, hogy mit is jelent a „van” (lenni) s ez azt is jelentheti, hogy a „van” egy harmadik létező a másik kettő mellett. Ha pedig a két elemet közösen illetnék a „van” igével akkor akkor egynek mondanák a kettőt.

- A monisták nézeteinek a nehézségei: ha a monisták csak egy dolgot fogadnak el létezőnek akkor indokolatlan két néven nevezniük azt (egynek és létezőnek), sőt egyáltalán nem adhatnak számot a nevek státuszáról. Továbbá ha az egy létezőt egészként írják le, mint Parmenidész teszi,[6] egy sor újabb probléma előtt állnak: ha tényleg ilyen a létező akkor van közepe és széle, s ha ezekkel bír akkor szükségszerűen vannak részei, tehát nem lehet egy.

A létező és a nem-létező újabb vizsgálata egy másik szempontból: a valóságos lét kérdése körül már nagyon régi idők óta tart a vita. A földszülöttek szerint csak az érzékelhető testek létezők, míg ellenfeleik a „formák barátai” szerint a valódi létet testetlen, értelemmel felfogható formák alkotják, a testek csupán ezek képmásai. Az első álláspontot képviselőkkel (korporealisták) lehetetlen párbeszédet folytatni. Mindezek ellenére meg kell kísérelni valamilyen párbeszédet kialakítani velük, hogy vizsgálat alá lehessen vetni az álláspontjukat.
- A korporealisták nézeteinek a nehézségei: a korporealisták elfogadják, hogy a halandó élőlény valamilyen lelkes test. Ugyanakkor azt is elfogadják, hogy a lélek és az erények is létezők, annak ellenére, hogy ezek nem is láthatók és nem is tapinthatók. A lélekről mindez ellenére azt állítják, hogy test. Az erényekről nem mondhatják, hogy test, tehát le kell mondaniuk arról, hogy az erényeket létezőknek tekintsék, vagy eredeti tételüket kell feladniuk. Ha azonban elismerik, hogy mégis vannak testetlen létezők aporiába jutnak. A probléma feloldására az eleai vendég tesz javaslatot: ami akár hatásszenvedés, akár hatásgyakorlás képességével bír az valóban van.

- A formák barátai nézeteinek a nehézségei: a formák barátai szerint a keletkező dolgok bírnak a hatásgyakorlás és a hatásszenvedés képességével, a valódi létre viszont nem illik ez a kritérium. Ha viszont elfogadjuk, hogy a valódi lét nem gyakorol és nem is szenved el hatást akkor nem tudunk számot adni arról, hogyan képes a lélek megismerni a valódi létet (a formákat). A vendég és Theaithétosz is egyöntetűen elutasítják azt a nézetet amely szerint kizárólag a mozdulatlan dolgok tekinthetők létezőknek. Az értelemnek, az életnek, a léleknek és a mozgásnak is a létezők közé kell tartozniuk.

A nyugalom hívei (a monisták és a formák barátai) és a mozgás hívei nézetének nehézségei: A megismerés szükséges feltétele a mozgás is a nyugalom is. Ezért a filozófus a tudást mindennél többre becsüli, tudja, hogy a mindenség magába foglalja mindazt, ami mozdulatlan, és mindazt, ami mozgásban van. A mozgás és a nyugalom tehát egyaránt vannak, a lét azonban egyik sem ezek közül hanem egy harmadik valami ami e kettőt körülfogja. Ennélfogva a létező természete szerint sem nem mozog, sem nem nyugszik. Ez viszont lehetetlen.
Konklúzió: A létezőt épp olyan nehéz meghatározni, mint a nem-létezőt. A kettőt együtt kell vizsgálni.

#### Megoldások

##### A lét és a nem-lét összefonódása
A „későn tanuló öregek” szerint az, ami sok, nem lehet egy és fordítva, ezért helytelen egy dolgot sok névvel illetni. Minden dolgot csak a saját nevén szabad  nevezni. Így például egy ember nem mondhatunk jónak, hanem az embert embernek, a jót jónak lehet csak nevezni. Ennek megfelelően egy és ugyanazon dolognak nem lehet több tulajdonsága. A probléma további vizsgálatokra szorul: 1.)Feltételezzük, hogy semmi nem vegyül semmivel. Ezt az eddig vizsgált ontológia hívei nem fogadják el, mivel elméletük feltételezi a vegyülést. A későn tanulók pedig önmagukat cáfolják meg. Mikor megfogalmazták tételüket, mely szerint „minden egyes dolog önmagában a többiektől külön van”, minden egyes dologra sok nevet alkalmaznak, ily módon több sajátosságot tulajdonítanak nekik. 2.) Ha minden mindennel vegyülne, akkor ez igaz volna a mozgás-nyugalom ellentétpárra is. Ez viszont azt eredményezné, hogy a mozgás nyugodna, a nyugalom pedig mozogna. Ez viszont lehetetlen. 3.) Az előbbiek nyomán egy lehetőség marad: némely dolgok vegyülnek egymással, mások pedig nem.

##### A beszédhangok és a zenei hangok hasonlata. A nemek vegyülése és a dialektika
A valóság alkotórészeinek a viszonyát a vendég a beszédhangok, illetve a zenei hangok rendszeréhez hasonlítja. Ebből az analógiából három gondolat bontakozik ki: először is, az alapegységek kombinációjához szabályok szükségesek, nem minden illik össze (harmosztei, szünarmottei) mindennel. A beszédhangok között vannak olyanok melyek összeillenek egymással és vannak olyanok melyek nem. A második gondolat az, hogy szükség van az alapegységeket összekötő kötelékre (deszmosz). A beszédhangok között ilyenek a mássalhangzók: bármely szótagban szerepelnie kell egy magánhangzónak, nélküle ugyanis a magánhangzók nem kapcsolódhatnának össze. Ha a szótagoknak komplex formákat feleltetünk meg, akkor a köztük levő kapocs a lét lesz. Végül, a harmadik gondolat az, hogy a kombináció szabályait nem ismeri mindenki, hanem minden esetben szakértelem (tekhné) szükséges az átlátásukhoz. A vegyülés szabályait az ismeri, aki szakértelemmel bír a nyelvtan területén. Ugyanez a helyzet a zenei hangok esetében is. Annak eldöntéséhez, hogy melyik hangok vegyülnek egymással és melyek nem, egyfajta tudásra van szükség. Valószínűsíthető, hogy vannak olyan nemek, amelyek valamennyi nemet áthatolva lehetővé teszik a vegyülést, és vannak olyanok is amelyek az elkülönülés okai. A formák közti viszonyokat a dialektika művelője, a filozófus képes átlátni.
A filozófust és a szofistát is nehéz megpillantani. A nehézség okai viszont különböznek: az előbbi a létező fényes birodalmában időzik, az utóbbi a nem létező sötétjében bujkál.
A bizonyítás következő lépéseként ki kell választani néhány formát a legfontosabbak közül, majd meg kell vizsgálni, hogy milyenek ezek a formák és milyen közösségre léphetnek egymással. Ez az út lehetségessé fogja tenni a létező és a nem-létező közötti különbségtételt. A kiválasztott formák a következők lesznek: 
1. A létező, a nyugalom és a mozgás három önálló nem, melyek mindegyik különbözik a másik kettőtől, önmagával viszont azonos. A kérdés az, hogy az azonos és a különböző további két nemnek tekinthető-e?
2. A mozgás és a nyugalom, az azonos és a különböző párjai nem esnek egybe.
3. A létező és az azonos nem egyek, tehát az azonos egy negyedik forma.
4. A létező és a különböző nem ugyanazon nem két megnevezése, tehát a különböző egy ötödik forma lesz. A különböző természete az összes formát átjárja, mivel mindegyik különbözik a többitől, de nem a saját természete révén, hanem a különböző formájában való részesedésnek köszönhetően.

##### A nem-létező létének és a létező nemlétének bizonyítása az öt kiválasztott forma segítségével
1. A mozgás különbözik a nyugalomtól, tehát a nem nyugalom van. A mozgás van, mert részesedik a létezőben.
2. A mozgás különbözik az azonostól, tehát nem azonos (van). „A mozgás azonos (van)” és „a mozgás nem azonos (van)” kijelentések nem mondanak ellent egymásnak. Ha a mozgás valamilyen módon részesedik a nyugalomból, nem helytelen nyugvónak nevezni.
3. A mozgás különbözik a különbözőtől, tehát nem különböző és különböző (van)
4. A mozgás különbözik a létezőtől, tehát nem létező. A mozgás viszont részesedik a létezőből, tehát létező.
5. A bizonyítás eredménye általánosítva: minden egyes forma számos tekintetben van ( sok más forma igaz módon állítható róla), számtalan tekintetben nincsen.
6. A létező formája is különbözik a többi formától, tehát valójában egyetlen dolog: önmaga (van), viszont nem (van) a többi határtalan számú forma.

##### A nem-létező kifejezés jelentése
A tagadószó nem annak a dolognak az ellentétét vezeti be, amelyre az adott kifejezés utal, hanem valamilyen tőle különböző dologra utal. A különböző természete több részre tagolódik: például a különbözőnek a széppel szemben álló része a „nem szép” nevet kapta. A nem szép épp ugyanannyira létező, mint a szép; ugyanez a helyzet a nem naggyal, a nem igazságossal és a többi effélével is. A különböző természetének a létezővel természetével szemben álló része nem kevésbé valóság, mint maga a létező, mert a nem-létező ellentéte, hanem csupán tőle különböző. Ez az a nem-létező, amire a szofista meghatározásához szükség lesz. A nemlétező tehát van, megvan a saját természete, egy külön forma a többi között.
Ez a bizonyítás, melynek alapja a nemek vegyülése volt, nemcsak azt bizonyította be Parmenidésszel szemben, hogy a nem-létező van, hanem a formájára is rávilágított. Ebben a felfogásban a nem létező a létező ellentéte lett. Azok pedig akik tagadják, hogy a nemek vegyülhetnek egymással, megszüntetik az értelmes beszéd (logosz) lehetőségét. Ezzel lehetetlenné válna a filozófia.

A szofista meghatározása a felosztás módszerével

##### A hamis beszéd, hamis vélemény és hamis elképzelés lehetőségének a vizsgálata
Az előző bizonyítás során ki lett mutatva, hogy Parmenidész tétele, miszerint a nem létezőt sem kimondani, sem elgondolni nem lehet, hibás. Most viszont azt kell bizonyítani, hogy a hamis vélemény, a hamis beszéd vegyülhet a nemlétezővel, azaz, hogy létezik hamisság.
A szavak közül némelyek összeillenek egymással, mások viszont nem: csak a név és az ige összekapcsolása ad értelmes mondatot (logosz). Az elemi mondat nem más mint név és ige összekapcsolása. A mondat vonatkozik valamire, szól valamiről, lehet igaz és lehet hamis. Az igaz mondat a valós dolgokat állítja a név által megjelölt dologról, a hamis pedig valótlan dolgokat. A hamis mondat ugyancsak név és ige összetétele, mely a különbözőket azonosnak, az azonosakat különbözőknek mondja.
A gondolkodás a lélek önmagával folytatott hangtalan beszélgetése. A vélemény a gondolkodás lezárása, amely lehet állítás, vagy tagadás. Az elképzelés az érzékelés és a vélemény keveréke. Mindezek a beszéd rokonai, a beszédről pedig már ki lett mutatva, hogy lehet igaz és lehet hamis is.

### Harmadik rész (264b – 268d)

#### A szofista mesterségének a meghatározása
A alkotómesterségnek két része van: egy isteni és egy emberi. Ezek további két két részre oszlanak: az egyik rész maguknak a dolgoknak, a másik pedig a dolgok képmásainak az megalkotása. A képalkotás fajtái a képmáskészítő és a látszatkeltő mesterség. A látszatkelés esetében a mesterség birtokosa használhat valamilyen külső eszköz, vagy saját magát is használhatja eszközül; ez utóbbi az utánzás. Az utánzás egyik fajtája a tudáson alapul, a másik vélekedésen. A vélekedésen alapuló utánzás ismét kétféle: az együgyű utánzó azt hiszi tudja azt amiről valójában csak vélekedése van, a színlelő pedig tudatosan alakoskodik. Az utóbbi fajtát tovább oszthatjuk népszónokokra, akik hosszú beszédet tartva nyilvánosan végzik a tevékenységüket, és a szofistákra akik magán körökben kényszerítik önellentmondásra beszélgetőpartnereiket. Ezzel végül sikerült meghatározni a szofista valódi természetét.